# Tokio-Joe
Tokio-Joe (Originaltitel: Tokyo Joe) ist ein US-amerikanisches Filmdrama aus dem Jahr 1949 von Stuart Heisler mit Humphrey Bogart und Alexander Knox in den Hauptrollen. Der Film noir wurde von Santana Pictures produziert.

## Handlung
Nach Ende des Zweiten Weltkrieges kehrt Joe Barrett nach Tokio zurück, um seinen Nachtclub Tokyo Joe's wieder zu eröffnen. Zwar ist es illegal, im besetzten Japan ein Spielcasino zu betreiben, dennoch besucht Joe seinen japanischen Partner Ito. Ito informiert ihn, dass seine russisch-stämmige Frau Trina nicht im Krieg gestorben sei. Joe eilt zu Trinas Haus und erfährt, dass sie sich während des Krieges von ihm scheiden ließ und nun mit dem Rechtsanwalt Mark Landis verheiratet ist. 
Joe liebt Trina immer noch. Um nach Ablauf seines Visums in Japan bleiben zu können, bewirbt er sich für eine Luftfahrtkonzession. Die Bewerbung zieht sich jedoch längere Zeit hin. Ito macht Joe mit dem Gangster Baron Kimura bekannt, der einwilligt, Landis zu einer Partnerschaft mit Joe zu zwingen. Trina enthüllt Joe, dass sie während des Krieges für die Japaner gearbeitet habe, um ihr Baby zu schützen. Joe erfährt somit, dass er eine Tochter mit Namen Anya hat. Joe spricht mit Landis, der ihm helfen will, die nötigen Bescheinigungen vorzulegen.
Joe und Ito hegen den Verdacht, dass Kimura Joes Flugzeuge zum Schmuggeln benutzt. Kimura beauftragt Joe, ein Flugzeug nach Seoul in Südkorea zu schicken. Dort soll es antike Keramik laden. Mit der Keramik wird ein Japaner eingeschmuggelt. Zur gleichen Zeit erfährt Landis von Trinas Vergangenheit. Um ihren Namen reinzuwaschen, bringt er sie zu den Besatzungsbehörden. Von der Behörde erfährt Joe, dass sein japanischer Pilot, genannt Kamikaze, ein amerikanischer Agent ist. Kamikaze hat erfahren, dass Kimura geflüchtete japanische Kriegsverbrecher zurück ins Land schmuggeln lässt, um mit deren Hilfe eine kommunistische anti-amerikanische Bewegung in Gang zu bringen. Joe soll die eingeschmuggelten Kriegsverbrecher an die Besatzungsbehörden ausliefern. 
Kimura misstraut Joe und entführt mit Hilfe des Kindermädchens Anya. Zur gleichen Zeit übernehmen die Kriegsverbrecher die Kontrolle über das Flugzeug und landen auf einem kleinen Flugplatz. Sie setzen das Flugzeug in Brand, sind aber dann von US-Soldaten umzingelt, die jeden Flugplatz kontrollieren. Die Japaner weigern sich, Anyas Aufenthaltsort zu nennen. Joe findet Ito, der Seppuku begeht. Noch bevor er stirbt, kann er Joe verraten, dass sich Anya im Raum nebenan befindet. Joe stürmt hinein, überwindet Kimura und seine Männer und kann Anya befreien. Bei der Aktion wird Joe tödlich verwundet und stirbt.

## Produktion

### Hintergrund
Gedreht wurde der Film vom 4. Januar bis zum 16. Februar 1949.
Laut eines Berichts im The Hollywood Reporter vom 10. Dezember 1948 reisten Second-Unit-Regisseur Art Black mit den Kameramännern Joseph F. Biroc und Emil Oster jr. Nach Tokio, um dort Hintergrundanufnahmen für den Film zu erstellen. Es war das erste Mal nach dem Zweiten Weltkrieg, dass die US-Besatzungsbehörden eine Erlaubnis dafür erteilten.

### Stab
Robert Peterson oblag die künstlerische Leitung. Jean Louis war für das Kostümbild zuständig. Verantwortlicher Toningenieur war Russell Malmgren. Hauptdarsteller Humphrey Bogart war als ausführender Produzent beteiligt.

### Besetzung
In kleinen nicht im Abspann erwähnten Nebenrollen traten Hugh Beaumont (deutsche Stimme: Ernst Fritz Fürbringer), Whit Bissell, Tommy Bond, Harold Goodwin und Fred F. Sears auf. Ebenfalls unerwähnt blieb Gene Gondo in der Rolle des Kamikaze.

## Veröffentlichung
Die Premiere des Films fand am 26. Oktober 1949 in New York statt. In der Bundesrepublik Deutschland kam er am 2. Januar 1951 in die Kinos.

## Kritiken
Der Filmkritiken-Aggregator Rotten Tomatoes hat in einer Auswertung ein Publikumsergebnis von 39 Prozent positiver Bewertungen ermittelt (Stand März 2023).
Das Lexikon des internationalen Films schrieb: „Spannender Abenteuerfilm mit kleinen Seitenhieben auf Militärbürokratie und Geheimdienst, in erster Linie ein Starfilm für Humphrey Bogart, der als desillusionierter Held zum Scheitern verurteilt ist und sich nur durch seinen Opfertod verwirklichen kann.“
Der Kritiker der The New York Times befand, das wilde, unglaubliche Drehbuch habe eine gewisse Spannung, aber nicht genug, um die unziemliche Romanze zu kompensieren. Die melodramatischen Übungen wären in einer ungenierten Fiktion leichter zu schlucken. Doch die Besatzungsmacht werde ausgesprochen deutlich ins Bild gesetzt, womit ein Hauch Realität eingeführt werde, die peinlicherweise mit den hauptsächlichen und ausgesprochen künstlichen Plotelementen übereinstimme.

## Synchronisation
| Rolle                  | Schauspieler     | Synchronsprecher       |
| ---------------------- | ---------------- | ---------------------- |
| Joseph 'Joe' Barrett   | Humphrey Bogart  | Ernst Fritz Fürbringer |
| General Ireton         | Charles Meredith | Klaus W. Krause        |
| Ito                    | Teru Shimada     | René Deltgen           |
| Militärpolizist        | Hugh Beaumont    | Harald Wolff           |
| Trina Pechnikov Landis | Florence Marley  | Carola Höhn            |